# トランス・ジョグジャ

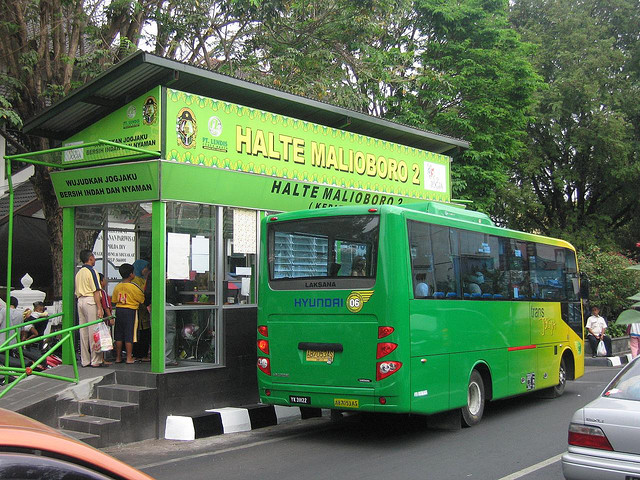
マリオボロに停車中のバス

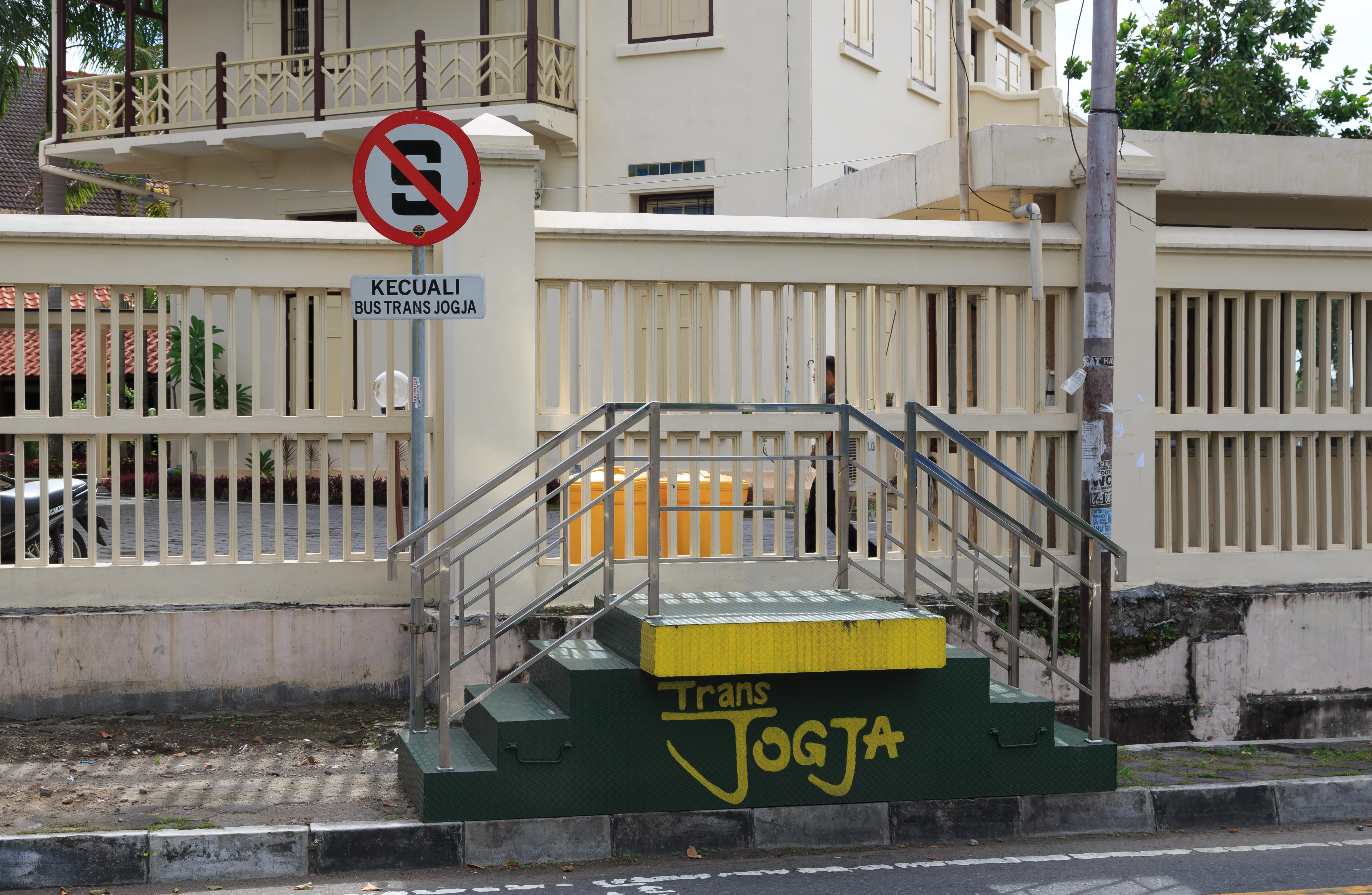
Kotabaru停留所（改修前）

トランス・ジョグジャ（Trans Jogja）は、インドネシアのジョグジャカルタで運行されているBRT（バス・ラピッド・トランジット）システムである。2008年の2月に営業が開始された。
運賃は均一制で、Rp.3,500。全車両エアコンが装備されている。トランスジャカルタとは違い、基本的に専用レーンは設けられていない。
路線は20以上あり、マリオボロ通り、アディスチプト空港、プランバナン寺院群、ギワガン、ジョンボル両バスターミナルなどの市内主要拠点を結んでいる。